# Фирсов, Георгий Кириллович

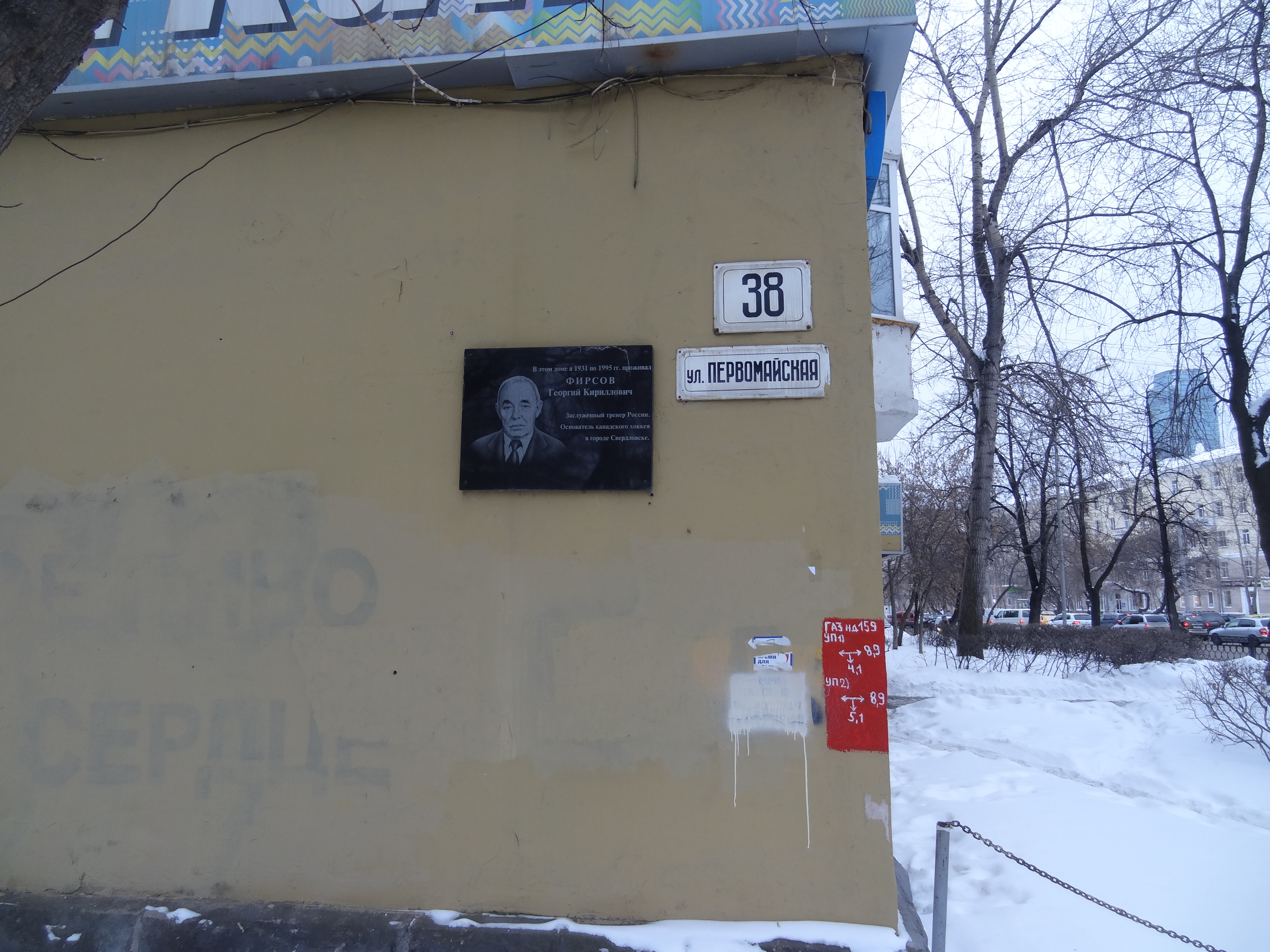
Мемориальная доска на доме в Екатеринбурге, где с 1931 по 1995 год жил Георгий Фирсов.

Георгий Кириллович Фирсов (27 августа (9 сентября) 1908, Челябинск — 6 апреля 1995, Екатеринбург) — советский футболист, футбольный и хоккейный тренер. Заслуженный тренер РСФСР (1968).

## Биография
В детстве жил в Челябинске и Симбирске, в 1922 году семья переехала в Екатеринбург. В семье было два младших брата, которые тоже занимались спортом, Валентин — баскетболом (впоследствии тренер женской команды «Динамо» Свердловск), а Александр — футболом.
Сам Георгий с детских лет играл в футбол и к концу 1920-х годов считался одним из лучших футболистов города. В 1928 году в составе сборной Урала участвовал во всесоюзной Спартакиаде и выходил на поле в матче против сборной Ленинграда, проигранном 2:16. Окончил экономический техникум и некоторое время работал на бирже. После призыва в армию направлен в общество «Динамо», играл за его футбольную команду, также работал тренером по футболу и хоккею с мячом, спортивным организатором.
В 1937 году стал играющим главным тренером свердловского «Динамо», которое впервые участвовало в чемпионатах среди мастеров, в группе «Д» (города Востока). Команда поделила в турнире первое место с одноклубниками из Челябинска, но в дополнительном матче за первое место уступила. В качестве игрока Фирсов забил 8 голов в 8 матчах.
В 1937—1941 годах — директор спортивного комбината «Динамо».
Участник Великой Отечественной войны, старший лейтенант-артиллерист. Воевал на Западном и Калининском фронтах. Летом 1942 года попал в окружение под Вязьмой и оказался в плену. Трижды неудачно пытался бежать и освобождён был только в конце войны, оказавшись в британской зоне оккупации. Награждён Орденом Отечественной войны II степени (06.04.1985) и медалями.
После войны вернулся в свердловское «Динамо». Первое время его не хотели ставить на руководящие должности из-за пребывания в плену, поэтому он начал с нуля культивировать новый для СССР вид спорта — хоккей с шайбой. В 1946—1957 годах — старший тренер свердловского областного совета «Динамо» по футболу и хоккею. С футбольным «Динамо» в 1946 году одержал победу в зональном турнире третьей группы и завоевал Кубок РСФСР среди КФК. Хоккейное «Динамо» под его руководством дебютировало в высшей лиге в 1949 году.
В 1957 году некоторое время работал в тренерском штабе футбольного «Авангарда» (Свердловск) тренером и начальником команды.
С 1955 (по другим данным, 1957) года по 1961 год возглавлял хоккейный клуб «Спартак» (Свердловск). В 1962—1963 годах тренировал рижскую «Даугаву», в 1972—1973 годах — «Автомобилист», вылетевший в том сезоне из высшей лиги.
До 1973 года работал в областном совете ФСО «Динамо», затем в течение двух лет — инструктором по лечебной физкультуре в городском спортивном диспансере. С 1975 года до выхода на пенсию — заведующий спортивным комплексом «Динамо».
Скончался в Екатеринбурге 6 апреля 1995 года на 87-м году жизни. Похоронен на Широкореченском кладбище.
Занесён в книгу памяти Министерства спорта Свердловской области под № 118. В 2016 году на доме на пересечении улиц Первомайская и Луначарского (ул. Первомайская, 38 / пр. Ленина, 69/5), где жил Г. К. Фирсов, установлена мемориальная доска.
Сын Юрий (1933—1982) — хоккеист.